# Belizia brevicauda
Belizia brevicauda is een eenoogkreeftjessoort uit de familie van de Caligidae. De wetenschappelijke naam van de soort is voor het eerst geldig gepubliceerd in 1990 door Cressey.